# Pofi, Lazio
Pofi är en stad och kommun i provinsen Frosinone i den italienska regionen Lazio. Staden grundades år 1533. Bland stadens sevärdheter återfinns kyrkan Sant'Antonino Martire och Palazzo Colonna. Hembygdsmuseet hyser bland annat lergods från förhistorisk tid.